# Aphelocephala
Aphelocephala, es un género de Aves Passeriformes de la Superfamilia Meliphagoidea, de la familia de los Pardalotidae, perteneciente a la subfamilia Acanthizidae, contiene tres especies. Es un ave endémica de Australia.

## Especies
- Aphelocephala leucopsis[2]
- Aphelocephala pectoralis[3]
- Aphelocephala nigricincta[4]